# Маннай
Маннай (також Ман'ай або Ман'я; кит. спр. 茫崖市, піньїнь: Mángyá Shì) — місто-повіт в східнокитайській провінції Цинхай, підпорядковується Хайсі-Монголо-Тибетській автономній префектурі.

## Географія
Маннай розташовується на півночі Тибетського плато у межах западини Цайдам.

### Клімат
Місто знаходиться у зоні, котра характеризується кліматом тропічних пустель. Найтепліший місяць — липень із середньою температурою 15.6 °C (60 °F). Найхолодніший місяць — січень, із середньою температурою -13.3 °С (8 °F).
| Клімат Манная           | Клімат Манная | Клімат Манная | Клімат Манная | Клімат Манная | Клімат Манная | Клімат Манная | Клімат Манная | Клімат Манная | Клімат Манная | Клімат Манная | Клімат Манная | Клімат Манная | Клімат Манная |
| Показник                | Січ.          | Лют.          | Бер.          | Квіт.         | Трав.         | Черв.         | Лип.          | Серп.         | Вер.          | Жовт.         | Лист.         | Груд.         | Рік           |
| Абсолютний максимум, °C | 2             | 8             | 15            | 22            | 22            | 30            | 30            | 30            | 25            | 25            | 12            | 5             | 30            |
| Середній максимум, °C   | −5            | 0             | 6             | 12            | 16            | 20            | 23            | 22            | 17            | 10            | 2             | −2            | 10            |
| Середня температура, °C | −13           | −9            | −2            | 3             | 7             | 12            | 15            | 14            | 8             | 1             | −6            | −10           | 5             |
| Середній мінімум, °C    | −21           | −18           | −10           | −5            | −1            | 5             | 8             | 6             | 0             | −7            | −14           | −19           | −6            |
| Абсолютний мінімум, °C  | −32           | −26           | −25           | −15           | −10           | −3            | 2             | −2            | −7            | −18           | −22           | −27           | −32           |
| Вологість повітря, %    | 41            | 32            | 24            | 25            | 26            | 29            | 31            | 31            | 25            | 26            | 35            | 45            | 31            |
| ----------------------- | ------------- | ------------- | ------------- | ------------- | ------------- | ------------- | ------------- | ------------- | ------------- | ------------- | ------------- | ------------- | ------------- |
| Джерело: Weatherbase    |               |               |               |               |               |               |               |               |               |               |               |               |               |